# Ондиз
Ондиз (фр. Anduze) је насељено место у Француској у региону Лангдок-Русијон, у департману Гар.
По подацима из 2011. године у општини је живело 3262 становника, а густина насељености је износила 223,42 становника/km².

## Демографија
| 1962. | 1968. | 1975. | 1982. | 1990. | 2011. |
| ----- | ----- | ----- | ----- | ----- | ----- |
| 3.066 | 3.027 | 2.723 | 2.787 | 913   | 3.262 |